# Tangcal
Tangcal (Bayan ng Tangcal) är en kommun i Filippinerna. Kommunen ligger på ön Mindanao, och tillhör provinsen Lanao del Norte. Folkmängden uppgår till 6 117 invånare.

## Barangayer
Tangcal är indelat i 18 barangayer.
| - Small Banisilon - Bayabao - Berwar - Big Banisilon - Big Meladoc - Bubong - Lamaosa - Linao - Lindongan | - Lingco-an - Small Meladoc - Papan - Pelingkingan - Poblacion - Poona Kapatagan - Punod - Somiorang - Tangcal Proper |